# Vossem
Vossem est une section de la commune belge de Tervuren située en Région flamande dans la province du Brabant flamand. Le village est traversé par la rivière De Voer, un affluent de la Dyle.
C'était une commune à part entière avant la fusion des communes de 1977.

## Démographie

### Évolution démographique
- Sources : INS, Rem. : 1831 jusqu'en 1970 = recensements, 1976 = nombre d'habitants au 31 décembre[2].

## Histoire
En 1129, le domaine de Vossem, d'une superficie de 600 bonniers et comportant 5 fermes et une petite église, est offert par son propriétaire Reinier de Vossem à l'abbaye de Parc à Heverlee.
En 1154, le village de Vossem se retrouve sous la juridiction du comte Godefroid Ier de Brabant, vassal de l'empereur du Saint-Empire romain.
Aux environs de 1200, l'église Saint-Paul est construite.
En 1480, Vossem comporte environ 40 maisons.
En 1747, Vossem compte 60 maisons et 201 habitants.
En 1829, Vossem compte 698 habitants.
En 1897, Vossem est desservi par le chemin de fer vicinal à vapeur reliant Tervuren à Louvain et relié par une autre ligne à Bruxelles via Sterrebeek. Quelques années plus tard (en 1905), Vossem sera également relié à Tirlemont via Hamme-Mille et Beauvechain.
En 1900, il y a une petite centaine de maisons et 1 012 habitants.
En 1915, la première école primaire est ouverte.
En 1923, un téléphone public est mis à la disposition de la population à la maison communale.
Entre 1934 et 1937, les lignes de chemin de fer vicinal vers Tervuren, Louvain et Bruxelles sont électrifiées.
En 1961, la SNCV met fin aux derniers services ferrés desservant Vossem, tant voyageurs que marchandises.
En 1976, Vossem, qui compte alors 2 479 habitants, devient, avec Duisbourg, une section de la commune de Tervuren.

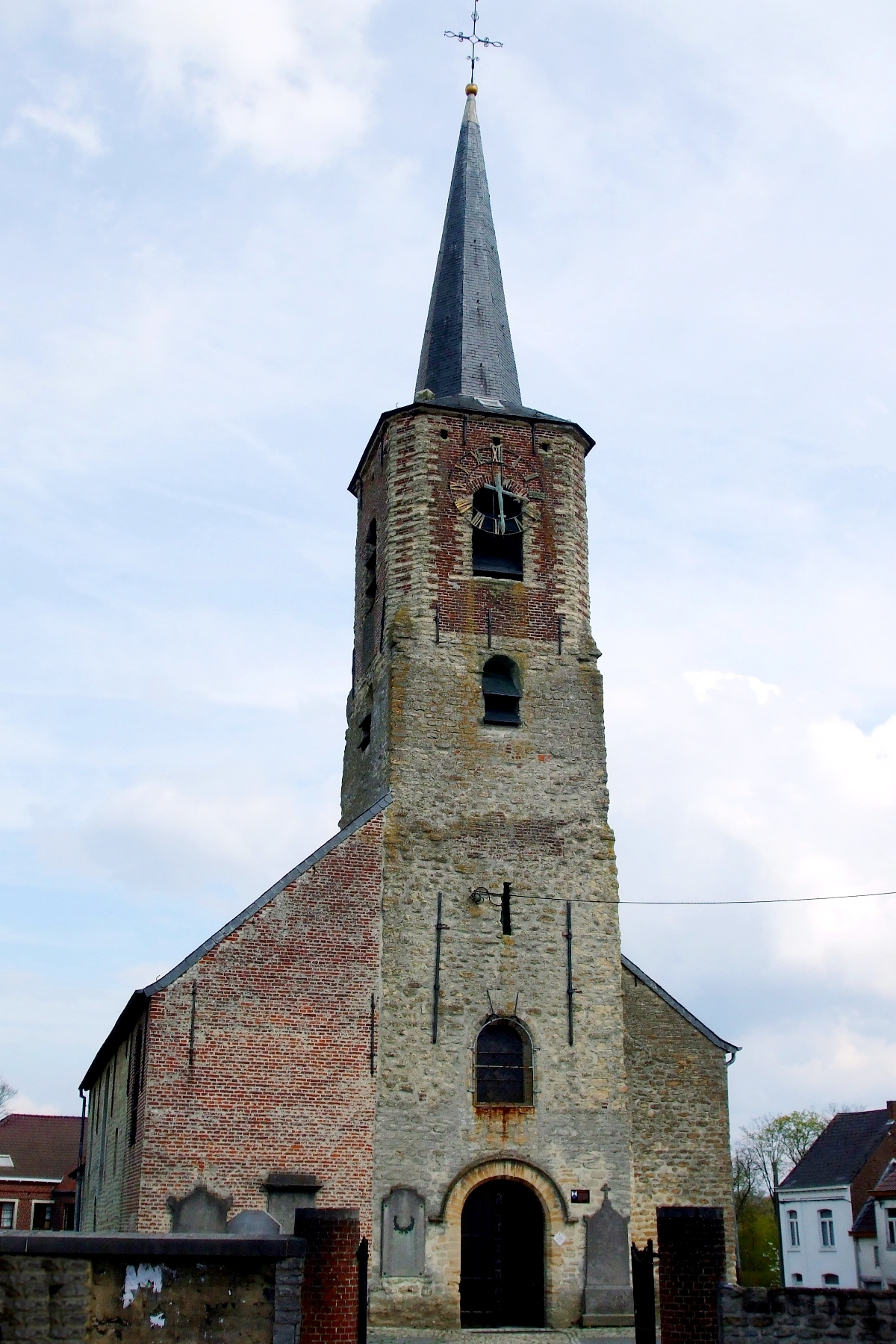
Église Saint-Paul de Vossem.

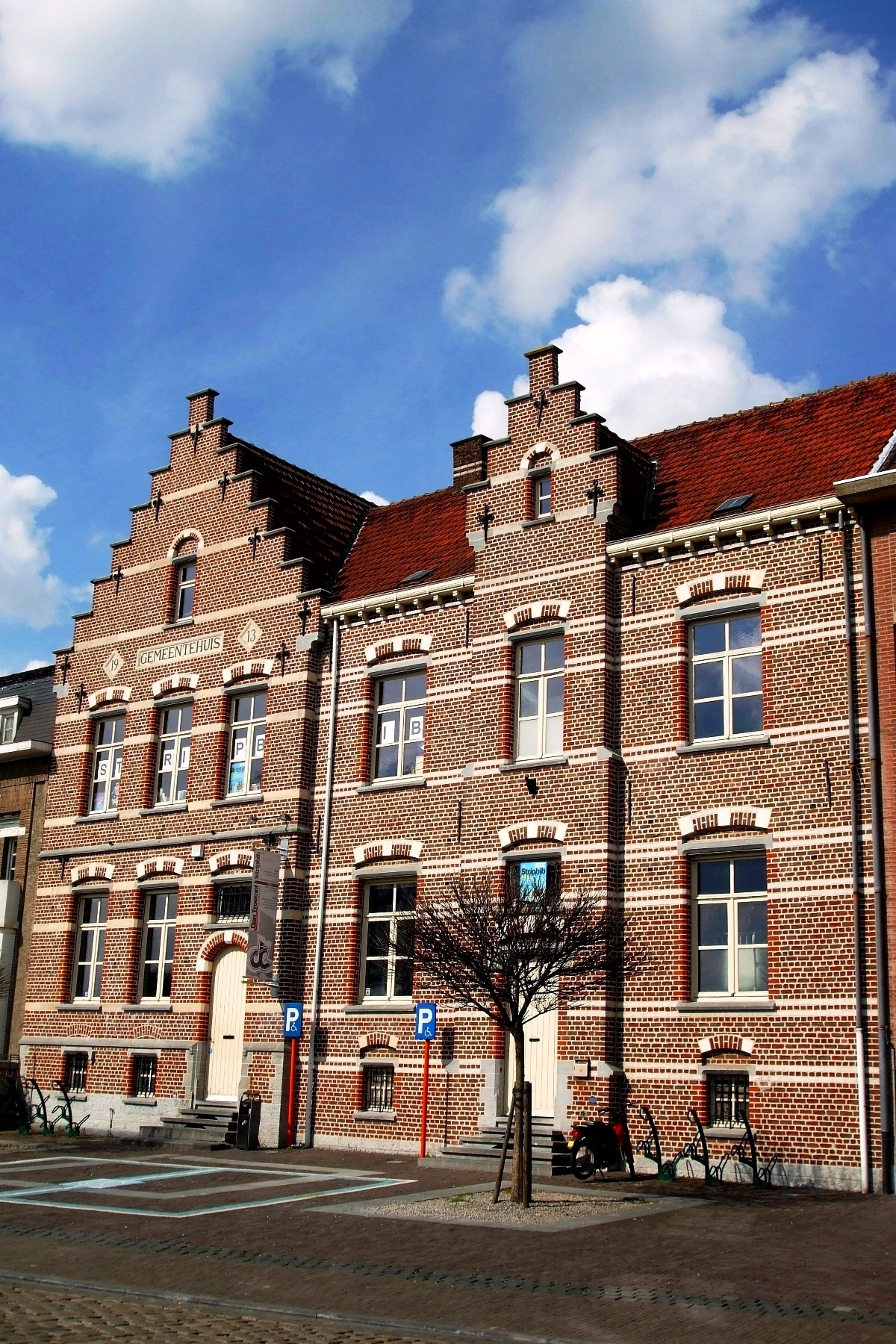
Ancienne maison communale de Vossem.

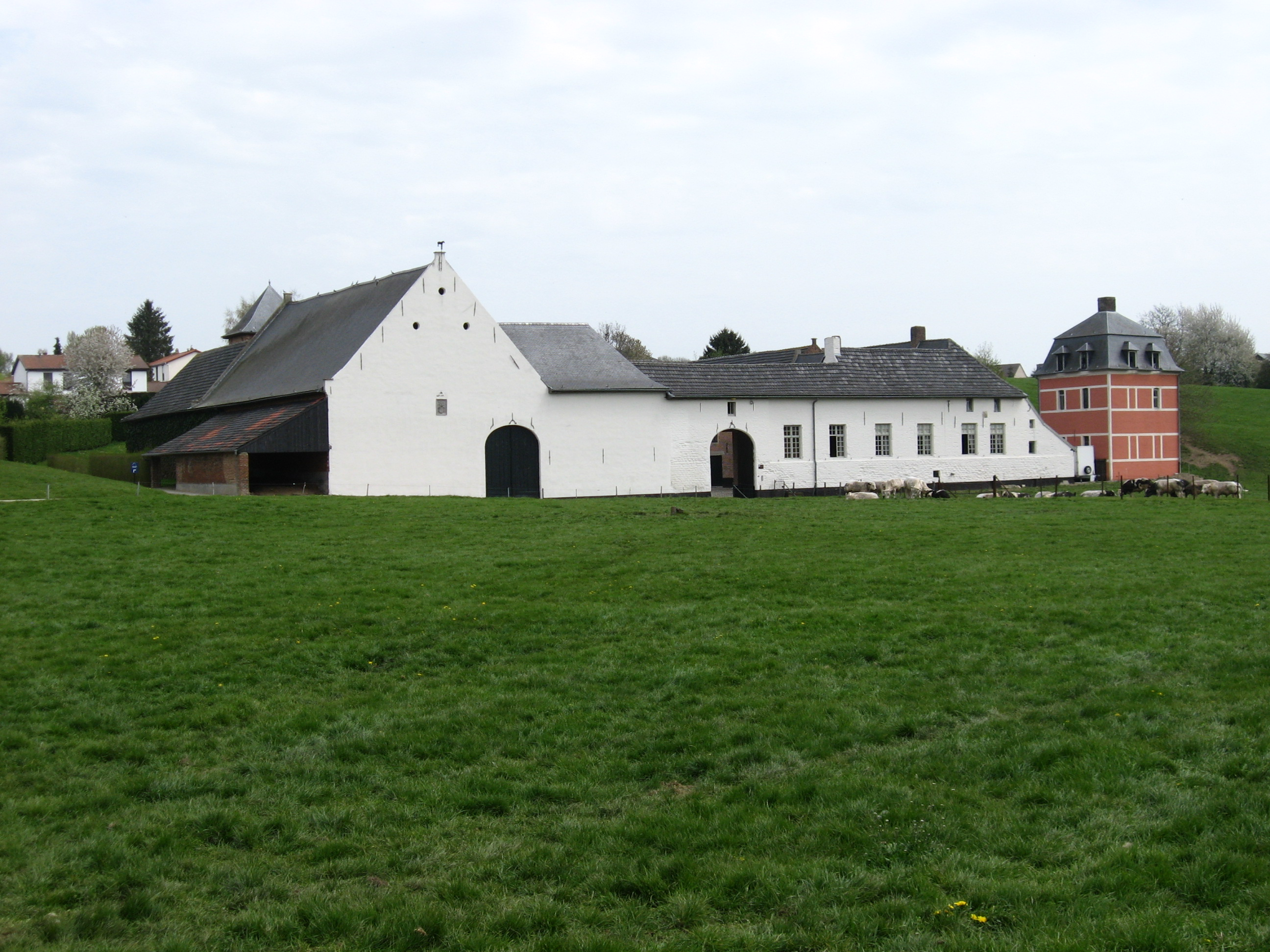
Ferme "De Oude Voorde" (XVIIIe s.) à Vossem.

## Personnalités
Emiel Puttemans, athlète spécialiste des courses de fond, est né à Vossem en 1947.

## Sources
1. ↑  https://statbel.fgov.be/fr/open-data/population-par-secteur-statistique-10
2. ↑  https://bib.kuleuven.be/ebib/project-belgische-historische-tellingen

- Site officiel, consulté le 2 avril 2011.